# カプラーウナ
カプラーウナ（伊: Caprauna）は、イタリア共和国ピエモンテ州クーネオ県にある、人口約100人の基礎自治体（コムーネ）。

## 地理

### 位置・広がり

#### 隣接コムーネ
隣接するコムーネは以下の通り。括弧内のIMはインペリア県所属を示す。
- アルト
- アークイラ・ディ・アッローシャ (IM)
- アルモ (IM)
- ボルゲット・ダッローシャ (IM)
- オルメーア
- ピエーヴェ・ディ・テーコ (IM)

## 行政

### 分離集落
カプラーウナには、以下の分離集落（フラツィオーネ）がある。
- Case Sottane, Chiazzuola, Poggio(sede comunale), Ruora